# Saccharomycetales
Le saccaromicetali (Saccharomycetales Kudryavtsev, 1960) compongono un ordine di funghi unicellulari eucarioti, formati da cellule mononucleate e ovoidali che si riproducono per gemmazione.
Le saccaromicetali si trovano sulla superficie delle piante, soprattutto sui frutti o sulle foglie e sulla superficie e negli intestini degli animali dei quali possono essere agenti patogeni.
Rivestono una particolare importanza nel processo di lievitazione, e ad essi si dà perciò comunemente il nome di lieviti. In realtà il termine "lievito" è legato alla modalità riproduttiva che non prevede la formazione del micelio vegetativo costituito da ife ma si limita a singole cellule o a colonie di esse.
Il più celebre è certamente Saccharomyces cerevisiae (il lievito di birra) ma ha un ruolo chiave assieme al precedente nella ricerca in biologia cellulare e molecolare anche Schizosaccharomyces pombe. Furono scoperti da Louis Pasteur nel 1857.

## Tassonomia

### Famiglie
Di seguito sono riportate le famiglie dell'ordine.
- Ascoideaceae
- Cephaloascaceae
- Debaryomycetaceae
- Dipodascaceae
- Endomycetaceae
- Eremotheciaceae
- Lipomycetaceae
- Metschnikowiaceae
- Phaffomycetaceae
- Pichiaceae
- Saccharomycetaceae
- Saccharomycodaceae
- Saccharomycopsidaceae
- Trichomonascaceae[2]